# ۷۷۵ (خورشیدی)
۷۷۵ هفتصد و هفتاد و پنجمین سال هجری خورشیدی است.